# 惠来革命烈士碑
惠来革命烈士碑，位于中国广东省揭阳市惠来县榕石百果园，为惠来县的一个县级文物保护单位，类型为近现代重要史迹及代表性建筑，公布时间为1979年4月。
惠来革命烈士碑建于1960年。